# 3-하이드록시뷰탄알
3-하이드록시뷰탄알(영어: 3-hydroxybutanal) 또는 아세트알돌(영어: acetaldol)은 알돌이며, 공식적으로는 아세트알데하이드의 이량체화의 산물이다. 3-하이드록시뷰탄알은 이전에 의학에서 수면제 및 진정제로 사용되었었다.

## 같이 보기
- 4-하이드록시뷰탄알